# 西群馬郡

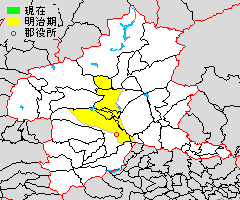
群馬県西群馬郡の範囲

西群馬郡（にしぐんまぐん）は群馬県にあった郡。

## 郡域
1878年（明治11年）に行政区画として発足した当時の郡域は、現在の行政区画では概ね以下の区域にあたる。
- 前橋市（利根川以西）
- 高崎市（烏川以東）
- 渋川市（北橘町各町、赤城町各町を除く）
- 北群馬郡吉岡町
- 北群馬郡榛東村
- 吾妻郡高山村

## 歴史
国郡里制から近世まで概ね継承された郡である群馬郡から、明治11年の郡区町村編制法施行に際して東群馬郡（利根川左岸地域）を分離した残り大部分の地域で、郡制施行（群馬県では明治29年）後における群馬郡の大部分にもあたる。

### 郡発足までの沿革
- 「旧高旧領取調帳」に記載されている明治初年時点での、群馬郡のうち後の当郡域の支配は以下の通り。●は村内に寺社領が存在。幕府領は関東在方掛の岩鼻陣屋が管轄。【　】は後に北群馬郡となる区域。（2町177村）

| 知行         | 知行                   | 村数     | 村名 |
| ------------ | ---------------------- | -------- | --- |
| 幕府領       | 幕府領                 | 1町 35村 | 岩鼻町、台新田村、矢中村、●下滝村、滝村、宿横手村、斎田村、与六分村、上新田村（現玉村町）、八幡原村、倉ヶ野出作（倉賀野村のうち）、綿貫村、中津福島村（福島村）、●生原村、板井村、中斎田村、●西明屋村、●白川村、●高浜村、●富岡村、本郷村、●和田山村、野良犬村、●白岩村、神戸村、中室田村、●三ノ倉村、●尻高村、【半田村、石原村、●渋川村、金井村、阿久津村、南牧村、祖母島村、伊香保村、●白井村】 |
| 幕府領       | 旗本領                 | 13村     | 金古村、中里村（現高崎市中里）、柏木沢村、松之沢村、十文字村、三子沢村、中山村、【長岡村、上野田村、小倉村、北牧村、横堀村、小野子村】 |
| 幕府領       | 幕府領・旗本領         | 8村      | 下斎田村、矢原村、権田村、【北下村、下野田村、有馬村、●中郷村、村上村】 |
| 藩領         | 上野高崎藩             | 1町 72村 | 高崎、●赤坂村、●飯塚村、下小鳥村、●上並榎村、下並榎村、下小塙村、江木村、貝沢村、●上大類村、新保村、浜尻村、井野村、京目村、前箱田村、岩押村、高関村、上中居村、新保田中村、●南大類村、●宿大類村、●矢島村、西島村、島野村、元島名村、後家村、上佐野村、下佐野村、●新後閑（しごか）村、和田多中村、●倉賀野村、●下和田村、筑縄村、正観寺村、井出村、菅谷村、小八木村、西新波村、楽間村、大八木村、●北新波村、●上小鳥村、吾嶺村、菊地村、●上小塙村、●南新波村、●浜川村、佐野窪村、中尾村、上新田村（現前橋市）、下新田村、大沢村、川曲村、稲荷新田村、●下之城村、中泉村、●柴崎村、下中居村、栗崎村、中里村（現高崎市東中里）、西横手村、下大類村、滝新田村、宇貫村、●棟高村、三ツ寺村、上滝村、稲荷台村、大友村、江田村、●元惣社村、●上芝村、下芝村 |
| 藩領         | 上野前橋藩             | 1町 24村 | 小河原分村、石倉分村、●植野村、東国分村、●西国分村、大屋敷村、野馬塚村、●惣社町、高井村、金敷平村、●引間村、塚田村、大渡村、内藤分村、古市村、小相木村、箱田村、鳥羽村、日高村、中島村、【川島村、湯中子村、八木原村、大久保村、●漆原村】 |
| 藩領         | 上野沼田藩             | 5村      | ●足門村、冷水村、後引間村、北原村、青梨子村 |
| 藩領         | 上野安中藩             | 3村      | 行力村、●広馬場村、●善地村 |
| 藩領         | 上野吉井藩             | 2村      | 上室田村、【湯ノ上村】 |
| 幕府領・藩領 | 幕府領・前橋藩         | 2村      | ●東明屋村、【●上白井村】 |
| 幕府領・藩領 | 幕府領・安中藩         | 2村      | 宮沢村、【新井村】 |
| 幕府領・藩領 | 幕府領・高崎藩         | 1村      | ●萩原村 |
| 幕府領・藩領 | 幕府領・高崎藩・安中藩 | 1村      | ●保渡田村 |
| 幕府領・藩領 | 幕府領・旗本領・前橋藩 | 1村      | 池端村 |
| 幕府領・藩領 | 幕府領・旗本領・吉井藩 | 3村      | 中大類村、【●山子田村、吹屋村】 |
| 幕府領・藩領 | 旗本領・前橋藩         | 3村      | 上青梨子村、【南下村、中村】 |
| 幕府領・藩領 | 旗本領・吉井藩         | 1村      | ●下室田村 |
| その他       | 寺社領                 | 1村      | 【水沢村】 |

- 慶応4年6月17日（1868年8月5日） - 新政府が岩鼻陣屋に岩鼻県を設置。幕府領・旗本領を管轄。
- 明治初年（2町1駅144村）
  - 榛名山村が起立。
  - 倉賀野村が倉賀野駅に改称。
  - 前橋藩の領地替えにより、幕府領の一部（生原村、板井村、中斎田村、西明屋村、白川村、高浜村、富岡村、本郷村、和田山村、下斎田村、中大類村、上室田村、野良犬村、池端村、矢原村、東明屋村、松之沢村、十文字村、三子沢村、宮沢村、白岩村、神戸村、中室田村、三ノ倉村、上白井村、権田村、尻高村、【山子田村、湯ノ上村、新井村、北下村、下野田村、有馬村、半田村、石原村、渋川村、金井村、阿久津村、南牧村、祖母島村、伊香保村、白井村、中郷村、北牧村、横堀村、小野子村および村上村の一部】）、旗本領の一部（下室田村のうち旗本大久保氏知行を除く全域）、高崎藩領の一部（中泉村、柴崎村、下中居村、栗崎村、中里村＝現・高崎市東中里、西横手村、下大類村、滝新田村、宇貫村、棟高村、三ツ寺村、上滝村、稲荷台村、大友村、江田村、元惣社村、上芝村、下芝村）が前橋藩領となる。
  - このころ水沢村が前橋藩領となる。
- 明治2年12月26日（1870年1月27日） - 吉井藩が廃藩。管轄区域が岩鼻県の管轄となる。
- 明治4年
  - 7月14日（1871年8月29日） - 廃藩置県により藩領が高崎県、前橋県、沼田県、安中県の管轄となる。
  - 10月28日（1871年12月10日） - 第1次府県統合により、全域が群馬県（第1次）の管轄となる。
  - 野馬塚村が惣社町に編入。（2町1駅143村）
- 明治6年（1873年）
  - 6月15日 - 熊谷県の管轄となる。
  - 小河原分村が惣社町に合併。（2町1駅142村）
- 明治7年（1874年） - 中斎田村が斎田村に、滝新田村が上滝村にそれぞれ合併。（2町1駅138村）
- 明治8年（1875年） - 中里村が東中里村に改称。
- 明治9年（1876年）
  - 8月21日 - 第2次府県統合により、熊谷県が武蔵国の管轄地域を埼玉県に合併して群馬県（第2次）に改称。当郡域は群馬県の管轄となる。
  - 大屋敷村が惣社町に合併。1871年から1876年の間に石倉分村が惣社町に編入。（2町1駅140村）

### 郡発足以降の沿革
- 明治11年（1878年）12月7日 - 郡区町村編制法の群馬県での施行により、群馬郡のうち2町1駅140村の区域に行政区画としての西群馬郡が発足。「西群馬片岡郡役所」が高崎連雀町に設置され、片岡郡とともに管轄。

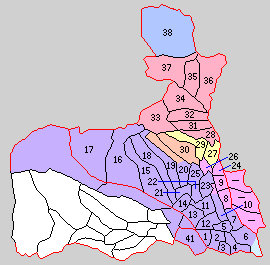
1.高崎町 2.佐野村 3.倉賀野町 4.岩鼻村 5.大類村 6.滝川村 7.京ヶ島村 8.東村 9.元総社村 10.新高尾村 11.中川村 12.塚沢村 13.六郷村 14.長野村 15.久留馬村 16.室田村 17.倉田村 18.車郷村 19.箕輪村 20.相馬村 21.上郊村 22.堤ヶ岡村 23.国府村 24.総社町 25.金古町 26.清里村 27.駒寄村 28.古巻村 29.明治村 30.桃井村 31.豊秋村 32.渋川町 33.伊香保町 34.金島村 35.長尾村 36.白郷井村 37.小野上村 38.高山村（紫：高崎市 桃：前橋市 赤：渋川市 黄：吉岡町 橙：榛東村 水色：那波郡玉村町 青：合併なし 41は片岡郡 －は東群馬郡）

- 明治22年（1889年）4月1日 - 町村制の施行により、以下の町村が発足。（6町32村）
  - 高崎町 ← 高崎宮元町、高崎連雀町、高崎田町、高崎新町、高崎真町、高崎鎌倉町、高崎砂賀町、高崎鞘町、高崎白銀町、高崎元紺屋町、高崎羅漢町、高崎通町、高崎明石町、高崎十人町、高崎職人町、高崎檜物町、高崎鍛冶町、高崎下横町、高崎新田町、高崎南町、高崎新喜町、高崎龍見町、高崎若松町、高崎本町、高崎赤坂町、高崎常盤町、高崎歌川町、高崎四ツ谷町、高崎相生町、高崎住吉町、高崎嘉多町、高崎九蔵町、高崎高砂町、高崎新紺屋町、高崎寄合町、高崎中紺屋町、高崎柳川町、高崎堰代町、高崎山田町、高崎北通町、高崎弓町、高崎椿町、高崎高松町、下和田村、下並榎村、赤坂村、飯塚村［一部］（現・高崎市）
  - 佐野村 ← 上佐野村、下佐野村、佐野窪村、下之城村、下中居村、和田多中村、上中居村、新後閑村（現・高崎市）
  - 倉賀野町（倉賀野駅が単独町制。現・高崎市）
  - 岩鼻村 ← 岩鼻町、矢中村、栗崎村、東中里村、台新田村、綿貫村（現・高崎市）
  - 大類村 ← 上大類村、中大類村、下大類村、宿大類村、南大類村、柴崎村（現・高崎市）
  - 滝川村 ← 上滝村、下滝村、滝村、西横手村、中島村、宿横手村、下斎田村（現・高崎市）、宇貫村（現・佐波郡玉村町）、八幡原村（現・高崎市、佐波郡玉村町）、板井村（現・佐波郡玉村町）
  - 京ヶ島村 ← 島野村、京目村、元島名村、矢島村、西島村、大沢村、萩原村（現・高崎市）
  - 東村 ← 箱田村、後家村、前箱田村、川曲村、稲荷新田村、下新田村、上新田村、小相木村、古市村、江田村（現・前橋市）
  - 元総社村 ← 元惣社村、内藤分村、大友村、大渡村（現・前橋市）
  - 新高尾村 ← 新保田中村、中尾村、新保村、日高村（現・高崎市）、鳥羽村（現・前橋市）
  - 中川村 ← 小八木村、大八木村、正観寺村、井野村、浜尻村（現・高崎市）
  - 塚沢村 ← 貝沢村、岩押村、高関村、江木村、飯塚村［大部分］（現・高崎市）
  - 六郷村 ← 筑縄村、上小鳥村、下小鳥村、上小塙村、下小塙村、上並榎村（現・高崎市）
  - 長野村 ← 行力村、楽間村、菊地村、吾嶺村、浜川村、北新波村、南新波村、西新波村（現・高崎市）
  - 久留馬村 ← 高浜村、本郷村、白岩村、十文字村、宮沢村、三子沢村、神戸村（現・高崎市榛名地域）
  - 室田村 ← 下室田村、中室田村、上室田村、榛名山村（現・高崎市榛名地域）
  - 倉田村 ← 三ノ倉村、権田村（現・高崎市倉渕地域）
  - 車郷村 ← 富岡村、善地村、和田山村、白川村（現・高崎市箕郷地域）
  - 箕輪村 ← 西明屋村、上芝村、矢原村、東明屋村、金敷平村、松之沢村、下芝村（現・高崎市箕郷地域）
  - 相馬村 ← 柏木沢村（現高崎市箕郷地域）、広馬場村（現・北群馬郡榛東村）
  - 上郊村 ← 生原村（現高崎市箕郷地域）、保渡田村、中里村、井出村（現・高崎市群馬地域）
  - 堤ヶ岡村 ← 三ツ寺村、棟高村、中泉村、福島村、菅谷村（現・高崎市群馬地域）
  - 国府村 ← 引間村、稲荷台村、後引間村、冷水村、東国分村、西国分村、北原村、塚田村（現・高崎市群馬地域）
  - 総社町 ← 惣社町、高井村、植野村（現・前橋市）
  - 金古町 ← 金古村、足門村（現・高崎市群馬地域）
  - 清里村 ← 野良犬村、青梨子村、池端村、上青梨子村（現・前橋市）
  - 駒寄村 ← 大久保村、漆原村（現・北群馬郡吉岡町）
  - 古巻村 ← 半田村、八木原村、有馬村（現・渋川市）
  - 明治村 ← 上野田村、下野田村、小倉村、北下村、南下村（現・北群馬郡吉岡町）
  - 桃井村 ← 山子田村、新井村、長岡村（現・北群馬郡榛東村）
  - 豊秋村 ← 石原村、湯ノ上村、中村（現・渋川市）
  - 渋川町（渋川村が単独町制、現・渋川市）
  - 伊香保町 ← 伊香保村、湯中子村、水沢村（現・渋川市伊香保地域）
  - 金島村 ← 金井村、南牧村、阿久津村、川島村、祖母島村（現・渋川市）
  - 長尾村 ← 北牧村、白井村、吹屋村、横堀村（現・渋川市子持地域）
  - 白郷井村 ← 上白井村、中郷村（現・渋川市子持地域）
  - 小野上村 ← 小野子村、村上村（現・渋川市小野上地域）
  - 高山村 ← 中山村、尻高村（現・吾妻郡高山村）
  - 斎田村・与六分村・上新田村（現玉村町）が那波郡玉村町の、川原島新田が南勢多郡南橘村の各一部となる。
- 明治29年（1896年）4月1日 - 郡制の施行のため、下記の変更が行われる。同日西群馬郡廃止。
  - 西群馬郡の一部（高山村を除く全域）・片岡郡の区域をもって群馬郡（第2次）が発足。
  - 高山村の所属郡が吾妻郡に変更。

## 行政

### 西群馬・片岡郡長[4]
| 代 | 氏名       | 就任年月日                | 退任年月日                | 備考         |
| -- | ---------- | ------------------------- | ------------------------- | ------------ |
| 1  | 宮田重固   | 明治11年（1878年）12月7日 | 明治13年（1880年）7月15日 |              |
| 2  | 吉見邦直   | 明治13年（1880年）7月15日 | 明治23年（1890年）12月6日 |              |
| 3  | 伊藤祐之   | 明治23年（1890年）12月6日 | 明治26年（1893年）8月14日 |              |
| 4  | 深谷徳三郎 | 明治26年（1893年）8月14日 | 明治29年（1896年）3月31日 | 西群馬郡廃止 |

### 西群馬郡役場
高崎連雀町47番地に所在。明治14年片岡郡役所を合併し、西群馬片岡郡役所となる。明治28年火災で焼失。